# Columbo (sezonul 2)
Sezonul 2 al serialului american de televiziune Columbo este format din 8 episoade, care au fost difuzate de postul NBC în perioada 17 septembrie 1972 – 25 martie 1973.

## Istoricul difuzării
Episoadele acestui sezon au fost difuzate inițial duminica, în intervalul 20:30-22:00 (EST⁠(d)), ca parte a emisiunii de televiziune The NBC Sunday Mystery Movie⁠(d).

## Lansare DVD
Episoadele sezonului 2 au fost lansate pe DVD de Universal Studios Home Entertainment⁠(d).

## Episoade
| Numărul în cadrul serialului | Numărul în cadrul sezonului | Titlu                        | Regizor             | Scenarist                                                                                     | Ucigaș(ă)                                                                            | Victimă / Victime                                                                         | Data difuzării în premieră | Durată  |
| --- | --------------------------- | ---------------------------- | ------------------- | --------------------------------------------------------------------------------------------- | ------------------------------------------------------------------------------------ | ----------------------------------------------------------------------------------------- | -------------------------- | ------- |
| 10 | 1                           | „Étude in Black”             | Nicholas Colasanto  | Poveste de: Richard Levinson & William Link; Scenariu de: Steven Bochco⁠(d)                    | John Cassavetes în rolul Alex Benedict                                               | Anjanette Comer în rolul Jennifer Welles                                                  | 17 septembrie 1972         | 97 min. |
| Tânăra și talentata pianistă Jennifer Welles (Anjanette Comer) îl amenință pe amantul ei, Alex Benedict (John Cassavetes), celebrul dirijor al Orchestrei Filarmonice din Los Angeles, că va face publică relația lor amoroasă dacă acesta nu va divorța de soția sa, Janice (Blythe Danner⁠(d)). Maestrul nu dorește să divorțeze deoarece familia soției sale este extrem de bogată, iar divorțul i-ar reduce mult nivelul veniturilor. Încercând să evite un scandal, Benedict părăsește pe ascuns cabina sa înaintea unui concert televizat și se deplasează cu propria mașină (pe care o lăsase anterior pentru verificare la un service auto) la domiciliul amantei sale, pe care o ucide, lovind-o violent în cap cu o scrumieră. El deschide apoi gazul de la aragaz și lasă un bilet de adio în mașina de scris, astfel ca moartea lui Jennifer să pară o sinucidere din cauza unei depresii. În timpul concertului constată însă că îi lipsește garoafa roz pe care o purta de obicei la butonieră și își dă seama că i-a căzut la locul crimei. Se întoarce așadar acolo după concert pentru a încerca să recupereze floarea și îl întâlnește pe locotenentul Columbo, care venise să cerceteze cauza morții pianistei. Detectivul, care îl vede ridicând floarea de jos, exclude ideea sinuciderii după ce observă că papagalul⁠(d) mult iubit al victimei murise asfixiat în colivia din sufragerie, fără a fi fost anterior eliberat. Indiciu/întorsătură finală: Alex Benedict susține că purtase o garoafă roz în timpul concertului și îi căzuse accidental pe jos în casa victimei. El ridică floarea de pe jos și o pune la butonieră. O echipă de știri TV îl înregistrează plecând din casă cu garoafa roz la butonieră, în timp ce înregistrarea concertului anterior îl arată fără ea. Acest fapt dovedește, potrivit locotenentului Columbo, că Benedict nu putea scăpa floarea pe jos atunci când venise după concert și că fusese anterior acolo în noaptea crimei. Dirijorul afirmă atunci că își pusese garoafa la butonieră după concert, dar soția lui Benedict, care asistă la confruntarea lor, refuză să-i susțină alibiul, nedorind să-i acopere crima. Blythe Danner⁠(d) joacă în acest episod rolul soției frumoase și bogate a lui Benedict, iar Myrna Loy pe cel al mamei ei. Actorul american de origine japoneză Pat Morita (viitorul interpret al domnului Miyagi din seria Karate Kid) apare într-o scenă în rolul majordomului familiei Benedict. În timpul filmărilor, Danner era însărcinată cu fiica ei, viitoarea actriță Gwyneth Paltrow, care s-a născut la zece zile după difuzarea în premieră a episodului. Acest episod a fost regizat de Nicholas Colasanto, care a devenit cunoscut mai târziu pentru rolul antrenorului Ernie Pantusso din serialul Cheers. Merită menționată, de asemenea, apariția pentru prima dată în acest episod a câinelui lui Columbo, un Basset Hound recent adoptat după ce fusese abandonat de foștii săi stăpâni. |                             |                              |                     |                                                                                               |                                                                                      |                                                                                           |                            |         |
| 11 | 2                           | „The Greenhouse Jungle”      | Boris Sagal         | Jonathan Latimer⁠(d)                                                                           | Ray Milland în rolul Jarvis Goodland                                                 | Bradford Dillman⁠(d) în rolul Tony Goodland                                                | 15 octombrie 1972          | 74 min. |
| Cultivatorul de orhidee rare Jarvis Goodland (Ray Milland) organizează, împreună cu nepotul său, Tony (Bradford Dillman⁠(d)), falsa răpire a acestuia din urmă pentru a obține banii din fondul său fiduciar, care putea fi deblocat doar în cazul unor urgențe. Tony vrea să-și folosească jumătatea sa din bani pentru o readuce înapoi pe soția sa, Cathy (Sandra Smith⁠(d)), cu care dorea să rămână căsătorit, în ciuda gusturilor ei costisitoare și a infidelității ei conjugale. Cinicul Jarvis, dezgustat de această idee, îl împușcă pe Tony, pe care l-a disprețuit întotdeauna, odată ce răscumpărarea este plătită, pentru a păstra pentru el întreaga sumă de 300.000 de dolari. Indiciile găsite la locul crimei nu-l conving însă pe locotenentul Columbo, care bănuiește că Tony își înscenase propria răpire cu ajutorul unui complice. În aceste condiții, Jarvis plasează arma crimei în dormitorul soției lui Tony pentru a atrage bănuielile polițiștilor asupra ei. Femeia este arestată de zelosul sergent Wilson (Bob Dishy⁠(d)). Indiciu/întorsătură finală: După ce își amintește că Jarvis Goodland a tras cu ani în urmă un foc asupra unui hoț, dar a reușit să lovească doar un ghiveci de flori, Columbo caută acel glonț în sera de orhidee cu un detector de metale. Glonțul găsit în seră se dovedește a fi identic cu glonțul cu care fusese împușcat Tony, ceea ce demonstrează că Goodland și-a ucis propriul nepot și că prezența armei în dormitorul soției lui Tony făcea parte dintr-o înscenare. Acest episod marchează prima apariție a lui Bob Dishy⁠(d) în rolul partenerului începător, atribuit și total nedorit, al lui Columbo, sergentul Frederick Wilson, care a asimilat cele mai noi tehnici polițienești la Universitatea Berkeley. Wilson apare din nou în episodul Now You See Him... din sezonul 5. „The Greenhouse Jungle” este, de asemenea, primul episod în care crima este comisă după apariția inițială a lui Columbo. Gloria, amanta lui Tony, care crede că soția lui Tony este ucigașul și vrea să obțină recompensa, este interpretată de actrița Arlene Martel⁠(d). |                             |                              |                     |                                                                                               |                                                                                      |                                                                                           |                            |         |
| 12 | 3                           | „The Most Crucial Game”      | Jeremy Kagan⁠(d)     | John T. Dugan⁠(d)                                                                              | Robert Culp în rolul Paul Hanlon                                                     | Dean Stockwell în rolul Eric Wagner                                                       | 5 noiembrie 1972           | 74 min. |
| Paul Hanlon (Robert Culp), directorul general al echipei de fotbal Los Angeles Rockets, vrea să creeze un imperiu sportiv, dar tânărul playboy Eric Wagner (Dean Stockwell), care a moștenit echipa de la tatăl său, nu are aceleași ambiții. Pentru a-și împlini propriul vis, Hanlon iese pe furiș de pe stadionul Los Angeles Memorial Coliseum în timpul unui meci, deghizat în șofer al unui camion cu înghețată, și se deplasează cu mașina către vila lui Wagner. Oprește pe drum pentru a-i da un telefon de la o cabină publică aflată în apropierea vilei, știind că telefonul lui Wagner este interceptat, și pretinde că sună din cabina sa privată de pe stadion, ținând un aparat de radio la receptor. Ajunge apoi aproape imediat la vila lui Wagner și îl lovește pe acesta în cap cu o bucată grea de gheață, care se topește în piscină, pentru a face să pară că moartea tânărului a fost un accident suferit în timpul unei sărituri în apă. Trupul lui Eric Wagner este găsit plutind în piscina vilei sale, iar Columbo bănuiește că a avut loc o crimă atunci când observă că apa de pe marginea piscinei era apă chioară și nu era apă clorurată, cum ar fi fost normal. Situația se complică atunci când locotenentul descoperă un detectiv particular (Val Avery), angajat de avocatul lui Wagner, Walter Cannell (Dean Jagger⁠(d)), care plasase microfoane în casă, iar convorbirile interceptate confirmă alibiul lui Hanlon. Indiciu/întorsătură finală: Columbo observă că apelul telefonic făcut de Hanlon pentru a-și aranja un alibi, care ar fi fost făcut, potrivit lui Hanlon, din cabina sa privată de pe stadion, nu a captat sunetul emis de ceasul de pe birou care semnala scurgerea jumătăților de oră. Acest fapt dovedește că apelul lui Hanlon nu a fost făcut din cabina sa privată, ci dintr-un alt loc. Actorul James Gregory⁠(d) joacă rolul antrenorului echipei de fotbal, iar actrița Valerie Harper⁠(d) pe cel al Evei Babcock, o secretară care prestează activități de escortă feminină⁠(en)[traduceți] și fusese angajată anterior să plaseze un microfon în vila lui Wagner. |                             |                              |                     |                                                                                               |                                                                                      |                                                                                           |                            |         |
| 13 | 4                           | „Dagger of the Mind”         | Richard Quine⁠(d)    | Poveste de: Richard Levinson & William Link; Scenariu de: Jackson Gillis⁠(d)                   | Richard Basehart în rolul Nicholas Frame și Honor Blackman în rolul Lillian Stanhope | John Williams în rolul Sir Roger Haversham și Wilfrid Hyde-White în rolul Tanner          | 26 noiembrie 1972          | 98 min. |
| Atunci când Sir Roger Haversham (John Williams), un renumit producător teatral londonez, își dă seama că actorul Nicholas Frame (Richard Basehart) și soția sa, Lillian Stanhope (Honor Blackman), l-au manipulat pentru a pune în scenă spectacolul Macbeth, se confruntă cu cei doi, vrând să oprească totul, și este ucis accidental în timpul conflictului ulterior. Soții decid să acopere această crimă: pun corpul neînsuflețit al lui Sir Roger într-un cufăr, îl transportă la vila sa și simulează acolo o cădere de pe scări. Moartea lui Sir Roger Haversham este descoperită a doua zi și este considerată de poliția britanică ca rezultat al unui accident. Locotenentul Columbo, care se afla chiar în acel moment într-un schimb de experiență la Londra, la invitația superintendentului șef al Scotland Yard, William Durk (Bernard Fox), este interesat de acest caz și ia parte la investigații. Bănuielile sale îl determină pe superintendentul Durk să solicite o autopsie, care confirmă că a avut loc o crimă. Unele detalii precum petele de ploaie pe o mașină parcată într-un loc uscat și atitudinea melodramatică a celor doi soți actori îl împing pe locotenent pe urmele cuplului, dar nu găsește niciun element concret care să-i incrimineze. Singura dovadă a prezenței victimei în acea noapte în cabina celor doi actori este umbrela lui Sir Roger, care ajunge din întâmplare în posesia portarului teatrului (Arthur Malet⁠(d)), dar este recuperată ulterior de Nicholas Frame. Majordomul Tanner (Wilfrid Hyde-White), care ascunde unele informații, încearcă mai târziu să-i șantajeze pe cei doi actori și este găsit spânzurat Indiciu/întorsătură finală: Columbo pune la cale o cacealma: el îi adună pe toți cei implicați, în prezența martorilor, în muzeul de ceară unde fusese expusă statuia lui Sir Roger și deschid umbrela închisă a victimei pentru a găsi o perlă din colierul rupt al lui Lillian Stanhope. Existența perlei ar demonstra, potrivit lui Columbo, prezența victimei în cabina celor doi actori și, prin urmare, uciderea lui de către aceștia. Atunci când umbrela este deschisă și cade din ea o perlă, Frame își pierde stabilitatea psihică și începe să rostească aiurea replici din spectacole, iar Stanhope, copleșită acum de smintirea soțului ei, mărturisește că ei l-au ucis accidental pe Sir Roger. (Columbo și-a folosit totuși abilitățile de la jocurile cu bile practicate în copilărie pentru a arunca perla în umbrelă cu câteva clipe înainte ca aceasta să fie deschisă.) „Dagger of the Mind”, primul dintre cele câteva episoade care prezintă locuri din afara Statelor Unite ale Americii, a fost filmat atât la Londra, cât și la Hollywood. Toate scenele cu Wilfrid Hyde-White, care au avut loc la Londra, au fost filmate în realitate în California, din cauza problemelor fiscale ale actorului. Sharon Johansen⁠(d) o interpretează în acest episod pe domnișoara Dudley, o stagiară tânără și atrăgătoare, pe care Frame o place și, prin urmare, Stanhope nu o poate suferi. Acest episod conține scene cu unele imagini stereotipe ale Londrei: Big Ben, Tower Bridge, schimbarea gărzii⁠(d) în fața Palatului Buckingham, clădirea Scotland Yard, Royal Albert Hall⁠(d) cu Monumentul Prințului Albert⁠(d). |                             |                              |                     |                                                                                               |                                                                                      |                                                                                           |                            |         |
| 14 | 5                           | „Requiem for a Falling Star” | Richard Quine⁠(d)    | Jackson Gillis⁠(d)                                                                             | Anne Baxter în rolul Nora Chandler                                                   | Pippa Scott⁠(d) în rolul Jean Davis și John Colicos⁠(d) în rolul Al Cumberland (fotografii) | 21 ianuarie 1973           | 74 min. |
| Jean Davis (Pippa Scott⁠(d)), asistenta personală a vedetei de cinema văduve Nora Chandler (Anne Baxter), se logodește cu reporterul de scandal Jerry Parks (Mel Ferrer). Reporterul o șantajează pe Nora cu informații compromițătoare despre o delapidare de la ultimul ei film, iar actrița bănuiește că sursa acelor informații era propria ei asistentă. În aceeași seară Nora o convinge pe Jean să-i rezolve urgent niște treburi personale, apoi o urmărește, asistând la întâlnirea secretă a lui Jean cu Jerry, și în acest timp îi dezumflă anvelopa mașinii. Cei doi logodnici sunt nevoiți să-și schimbe autoturismele. Nora ajunge apoi la casa reporterului, stropește garajul cu benzină și îi dă foc atunci când mașina lui Parks (condusă de Jean) intră în garaj. Polițiștii cred inițial că victima vizată a crimei era Jerry Parks și încearcă să găsească un suspect printre dușmanii acestuia, dar starea bună a anvelopei dezumflate îl face pe Columbo să suspecteze că ținta criminalului era, de fapt, Jean. Nora încearcă din disperare să-l lovească cu mașina pe Parks, vrând să arate că acesta fusese ținta reală a crimei, dar gestul ei este zadarnic. Locotenentul rezolvă cazul după ce face legătura cu dispariția misterioasă cu un deceniu mai devreme a magnatului Al Cumberland, soțul Norei Chandler. Indiciu/întorsătură finală: Columbo nu este sigur de nimic, dar întâmplarea face ca el să urmărească unul dintre filmele mai vechi ale Norei în care ea s-a deghizat ca bărbat pentru a comite o crimă. Începe să răsfoiască dosarul dispariției cu mulți ani mai înainte a magnatului Al Cumberland și află că fântâna arteziană din grădina Norei (care nu funcționase niciodată) fusese cumpărată a doua zi după ce soțul ei a dispărut. Având o bănuială macabră, detectivul o păcălește pe Nora să creadă că trupul soțului ei ar fi fost descoperit, iar aceasta se grăbește să ajungă acasă și se repede direct în grădină, fiind surprinsă acolo de Columbo, care stătea la pândă. În cele din urmă, Nora mărturisește că și-a ucis soțul în urma unei certe conjugale și i-a îngropat trupul sub fântână, iar Jean aflase acest secret și de aceea a fost ucisă. Celebra designeră de costume câștigătoare de Oscar Edith Head⁠(d) apare în acest episod în propriul rol. Actorul Kevin McCarthy joacă aici rolul dr. Frank Simmons, medicul și prietenul apropiat al Norei Chandler. |                             |                              |                     |                                                                                               |                                                                                      |                                                                                           |                            |         |
| 15 | 6                           | „A Stitch in Crime”          | Hy Averback         | Shirl Hendryx                                                                                 | Leonard Nimoy în rolul Barry Mayfield                                                | Anne Francis în rolul Sharon Martin și Jared Martin⁠(d) în rolul Harry Alexander           | 11 februarie 1973          | 70 min  |
| Chirurgul cardiac dr. Barry Mayfield (Leonard Nimoy) și colegul său mai în vârstă, dr. Edmund Hiedemann (Will Geer⁠(d)), sunt pionierii unei descoperiri medicale majore pe care Mayfield ar dori să o facă publică imediat, spre deosebire de Hiedemann care insistă să continue cercetările pentru a o perfecționa. Atunci când situația cardiacă a dr. Hiedemann se înrăutățește, necesitând o intervenție chirurgicală, Mayfield efectuează o operație pe inimă și folosește în mod deliberat fire de sutură resorbabile, care urmează să-l ucidă pe colegul său atunci când se vor dizolva în corp. Asistenta Sharon Martin (Anne Francis), o prietenă a lui Hiedemann, care nu a avut niciodată încredere și nici nu l-a plăcut pe Mayfield, descoperă o bucată suspectă de ață de sutură, pe care o ia cu ea din sala de operație și intenționează ulterior să o verifice la furnizorul de materiale medicale. Mayfield o observă făcând asta și o ucide mai târziu în parcarea din subsolul spitalului, simulând un aparent jaf asociat cu traficul de stupefiante. Mai târziu, el încearcă să pună crima în cârca fostului ei iubit, un fost dependent de droguri (interpretat de Jared Martin⁠(d)), pe care îl ucide ulterior. Acest episod conține una dintre rarele ocazii în care Columbo își pierde (sau pare să-și piardă) cumpătul; trântind brusc un ibric de cafea pe biroul lui Mayfield, el îl avertizează furios că, dacă Hiedemann moare, va cere efectuarea unei autopsii pentru a verifica ce fel de suturi au fost folosite în operația sa. Indiciu/întorsătură finală: Mayfield îl operează din nou pe Hiedemann, aparent din motive medicale, dar de fapt pentru a înlocui suturile care se dizolvă. De îndată ce procedura este finalizată, un grup de polițiști pătrunde în sala de operații și caută ața de sutură îndepărtată. Mayfield își pierde calmul, cerând să i se permită să părăsească sala de operație și împingându-l pe Columbo. Ața de sutură nu este găsită nici în sala de operație și nici asupra personalului medical, făcând ca Mayfield să scape de bănuieli. Detectivul intră apoi în cabinetul chirurgului și-i spune că era nedumerit de ce Mayfield, mereu atât de calm și liniștit, l-ar fi împins, apoi și-a dat seama că Mayfield a folosit acel contact fizic pentru a scăpa de ața de sutură. În acest moment, Columbo verifică halatul chirurgical („singurul obiect care nu a fost căutat”) pe care el însuși îl purtase în sala de operație și scoate de acolo ața de sutură. Mayfield, până acum impasibil, arată primele semne de nemulțumire. Actrița Anne Francis, cunoscută din filmele O zi grea la Black Rock și Planeta interzisă, precum și din serialul de televiziune Honey West⁠(d) (1965) pentru care a primit un Glob de Aur, joacă rolul asistentei Sharon Martin. Aceasta este a doua sa participare în serialul Columbo, după episodul „Short Fuse” din sezonul 1. Nita Talbot⁠(d) interpretează rolul Marshei, colega de apartament a lui Sharon Martin. În afara episodului „No Time to Die” din sezonul 10, care nu respectă formatul obișnuit al serialului deoarece nu există niciun criminal, acesta este singurul episod al serialului Columbo în care criminalul nu reușește să-și omoare ținta intenționată.                         |                             |                              |                     |                                                                                               |                                                                                      |                                                                                           |                            |         |
| 16 | 7                           | „The Most Dangerous Match”   | Edward M. Abroms⁠(d) | Poveste de: Richard Levinson & William Link; Poveste și scenariu de: Jackson Gillis⁠(d)        | Laurence Harvey în rolul Emmett Clayton                                              | Jack Kruschen⁠(d) în rolul Tomlin Dudek                                                    | 4 martie 1973              | 74 min. |
| Marele maestru american Emmett Clayton (Laurence Harvey), tânărul campion mondial la șah, urmează să joace la Los Angeles un meci cu Tomlin Dudek (Jack Kruschen⁠(d)), fostul campion, originar din Europa de Est. Cu o zi înainte de marea înfruntare pentru titlul de campion mondial, cei doi jucători se întâlnesc neoficial într-un restaurant pentru a lua cina și joacă împreună o partidă pe care veteranul est-european o câștigă, ceea ce-l determină pe tânărul campion, care avea deficiențe de auz⁠(d), să își distrugă aparatul auditiv într-o criză de nervi. Clayton își dă seama atunci că adversarul său este mult mai experimentat decât el și, temându-se că va pierde titlul de campion, decide să-l omoare pe Dudek. A doua zi dimineață, americanul își atrage adversarul în subsolul hotelului unde erau cazați amândoi, îl pune să scrie, sub un pretext fals, un bilet în care își cerea scuze în limba sa și apoi îl împinge cu toate puterile într-o mașină de tocat gunoi. Dudek este grav rănit, dar supraviețuiește și este dus la spital. Biletul scris de Dudek, valiza făcută în grabă de Clayton, un taxi chemat la ieșirea din hotel și rezervarea unui bilet de avion prin telefon creează impresia că fostul campion a vrut să fugă în străinătate înaintea partidei și a căzut accidental în compactorul de gunoi. Locotenentul Columbo descoperă însă că Dudek mâncase un fel de mâncare cu usturoi și găsește astfel restaurantul unde avusese loc meciul improvizat de șah cu Clayton. La rândul său, campionul american încearcă să se asigure că Dudek nu-și va recăpăta cunoștința și îl otrăvește înainte ca acesta din urmă să poată depune mărturie. Indiciu/întorsătură finală: Columbo află că rănile lui Dudek au fost cauzate mai degrabă de căderea în mașina de tocat decât de mecanismul compactorului, deoarece mașina se oprea automat atunci când ceva cădea în ea în timp ce se afla în funcțiune. Dându-și seama că cineva care dorea să-l omoare pe Dudek ar fi repornit pur și simplu compactorul atunci când se oprise singur, Columbo ajunge la concluzia că, din moment ce compactorul nu fusese repornit, înseamnă că atacatorul lui Dudek nu auzise oprirea mașinăriei, adică trebuia să fi fost surd. Acesta este unul dintre cele două episoade (celălalt este „A Bird in the Hand...” din sezonul 10) în care Columbo este prezent la moartea unei victime. Actorul Laurence Harvey, vedeta acestui episod, era grav bolnav de cancer stomacal în acea vreme și a murit la 25 noiembrie 1973. Heidi Brühl o interpretează aici pe Linda Robinson, care continuă activitatea mamei sale de asistentă personală a lui Dudek, iar Lloyd Bochner joacă rolul lui Mazoor Berozski, antrenorul însoțitor al lui Dudek. |                             |                              |                     |                                                                                               |                                                                                      |                                                                                           |                            |         |
| 17 | 8                           | „Double Shock”               | Robert Butler       | Poveste de: Jackson Gillis⁠(d), Richard Levinson & William Link; Scenariu de: Steven Bochco⁠(d) | Martin Landau în dublu rol: Dexter Paris și Norman Paris                             | Paul Stewart⁠(d) în rolul Clifford Paris și Julie Newmar⁠(d) în rolul Lisa Chambers         | 25 martie 1973             | 74 min. |
| Bucătarul exuberant Dexter Paris, prezentator al unei emisiuni TV pe teme culinare, și fratele său geamăn identic, bancherul conservator Norman (amândoi interpretați de Martin Landau), sunt certați între ei de multă vreme. Cu toate acestea, amândoi dezaprobă faptul că unchiul lor milionar, Clifford Paris (Paul Stewart⁠(d)), s-a logodit cu tânăra și frumoasa Lisa Chambers (Julie Newmar⁠(d)), care putea să-i fie nepoată. Unul dintre frați îl ucide pe unchiul Clifford prin aruncarea unui mixer electric în cadă în timp ce el făcea baie, provocând un scurtcircuit și electrocutându-l. Corpul este mutat apoi în sala de sport a casei pentru a face să pară că unchiul a suferit un atac de cord în timp ce folosea o bicicletă de exerciții. Sosit la fața locului, locotenentul Columbo observă că săpunul, cada și un prosop sunt încă umede în baie, așa că dispune efectuarea unei autopsii, care-i confirmă bănuiala că este vorba de o crimă. Avocatul lui Clifford, Michael Hathaway (Tim O'Connor), le dezvăluie ulterior gemenilor că unchiul lor făcuse un nou testament în favoarea logodnicei sale, pe care el ar fi dispus să-l facă dispărut în schimbul unui anumit preț. Cu toate acestea, Lisa Chambers, care a început să se teamă după ce a fost interogată de Columbo, deține o copie a testamentului, așa încât este și ea ucisă. Spre deosebire de majoritatea episoadelor din Columbo, persoana care l-a ucis pe Clifford Paris este dezvăluită abia în ultima scenă. Indiciu/întorsătură finală: Publicul a văzut la început pe unul dintre frații gemeni comițând crima, dar nu știe care dintre ei a fost. Pe parcursul episodului, ambii gemeni încearcă să-l convingă pe Columbo că celălalt este ucigașul. Detectivul se confruntă cu o sarcină dificilă deoarece frații se învinuiesc unul pe celălalt și ambii au motive serioase. În cele din urmă, Columbo își dă seama că două persoane trebuie să fi fost implicate în săvârșirea crimei (oprirea curentului electric în urma scurtcircuitului a durat un timp prea scurt, iar scoaterea cadavrului din cadă și transportarea lui în sala de sport necesita un efort fizic prea mare pentru o singură persoană) și îi acuză pe gemeni că au lucrat împreună. Confruntat cu această acuzație, Norman recunoaște că au săvârșit crima împreună, în timp ce Dexter strigă la el să tacă. Logodnica Lisa Chambers este interpretată de (Julie Newmar⁠(d)), cunoscută cel mai bine pentru rolul Catwoman din serialul de televiziune Batman (1966). Actorul Dabney Coleman joacă rolul detectivului Murray, colegul lui Columbo, iar actrița Jeanette Nolan o interpretează pe doamna Peck, o menajeră loială, pretențioasă și cu limba ascuțită, care este îngrozită de „mizeria îngrozitoare” pe care o face Columbo în casă. |                             |                              |                     |                                                                                               |                                                                                      |                                                                                           |                            |         |

## Premii
| Premiu                | Data ceremoniei     | Categorie                                | Nominalizat | Rezultat |
| --------------------- | ------------------- | ---------------------------------------- | ----------- | -------- |
| Premiul Globul de Aur | 28 ianuarie 1973⁠(d) | Cel mai bun serial dramatic              | Columbo     | Câștigat |
| Premiul Globul de Aur | 28 ianuarie 1973⁠(d) | Cel mai bun actor de televiziune (dramă) | Peter Falk  | Câștigat |